# Indywidualne Mistrzostwa Polski w Zapasach 2022

## Mistrzostwa Polski w Zapasach2022

### Kobiety
30. Mistrzostwa Polski – 3–4 czerwca 2022, Bydgoszcz

### Mężczyźni
- styl wolny

75. Mistrzostwa Polski – 3–4 czerwca 2022, Bydgoszcz
- styl klasyczny

92. Mistrzostwa Polski – 13–14 maja 2022, Radom

## Medaliści

### Kobiety
| Kategoria: | Złoto:                                | Srebro:                                | Brąz:                                                                                                |
| 50 kg      | Anna Łukasiak AZS-AWF Warszawa        | Agata Walerzak LKS Dąb Brzeźnica       | Yevgeniya Pavlova Bloczek Team Pelplin Weronika Sikora Grunwald Poznań                               |
| 53 kg      | Roksana Zasina ZTA Zgierz             | Amanda Tomczyk MLUKS Karlino           | Joanna Samsonowicz WLKS Iganie Bianka Pyżewska Wisła Świecie                                         |
| 55 kg      | Katarzyna Krawczyk Cement Gryf Chełm  | Dominika Kulwicka Slavia Ruda Śląska   | Patrycja Strzelczyk Bloczek Team Pelplin Anastasiia Lebedieva Cement Gryf Chełm                      |
| 57 kg      | Patrycja Gil WLKS Nowe Iganie         | Magdalena Głodek Bloczek Team Pelplin  | Alicja Czyżowicz Orzeł Namysłów Angelika Mytkowska Slavia Ruda Śląska                                |
| 59 kg      | Jowita Wrzesień CSiR Dąbrowa Górnicza | Anhelina Lysak Cement Gryf Chełm       | Wiktoria Karwowska AZS-AWF Warszawa Karolina Gackowska Invictus Siecienko                            |
| 62 kg      | Natalia Kubaty Slavia Ruda Śląska     | Anastasiia Padoshyk Cement Gryf Chełm  | Wiktoria Staneta AZS-AWF Warszawa Olha Padoshyk Cement Gryf Chełm                                    |
| 65 kg      | Paulina Danisz Slavia Ruda Śląska     | Oktawia Skraińska Sokół Lublin         | Karina Konarska Cement Gryf Chełm Alicja Nowosad Cement Gryf Chełm                                   |
| 68 kg      | Wiktoria Chołuj AKS Białogard         | Magdalena Kisielińska WLKS Nowe Iganie | Zofia Polewczyk Tęcza Środa Wielkopolska Karolina Kozłowska Junior Dzierżoniów                       |
| 72 kg      | Natalia Strzałka Slavia Ruda Śląska   | Patrycja Słomska Slavia Ruda Śląska    | Paulina Martyka Junior Dzierżoniów Oliwia Glegolska Boruta-Olimpijczyk Wrestling Team Zgierz i Radom |
| 76 kg      | Patrycja Sperka Unia Racibórz         | Daniela Tkachuk Cement Gryf Chełm      | Patrycja Cuber Slavia Ruda Śląska Anna Wawrzycka Czarni Połaniec                                     |

### Mężczyźni

#### Styl wolny
| Kategoria: | Złoto:                                         | Srebro:                           | Brąz:                                                                                           |
| 57 kg      | Adam Bieńkowski Zapasy Białystok               | Adrian Wagner Mazowsze Teresin    | Rafał Szewc Lotnik Wrocław Robert Dobrodziej Guliwer Kielce                                     |
| 61 kg      | Ivan Izdebskyi Ceramik Krotoszyn               | Grzegorz Łabus Slavia Ruda Śląska | Rasuljon Inoyatov AZS-AWF Warszawa Fabian Niedźwiedzki Mazowsze Teresin                         |
| 65 kg      | Eduard Grigorjew Mazowsze Teresin              | Bartosz Sołtys Śląsk Milicz       | Piotr Sobolewski Bizon Milicz Aminjon Sadulloev AZS-AWF Warszawa                                |
| 70 kg      | Krzysztof Bieńkowski AKS Białogard             | Przemysław Swatek LMKS Krasnystaw | Eryk Maj Śląsk Milicz Mateusz Łuszczyński ZKS Koszalin                                          |
| 74 kg      | Magomedmurad Gadżijew AKS Piotrkow Trybunalski | Kamil Rybicki Mazowsze Teresin    | Wojciech Wysocki Mazowsze Teresin Marcin Majka Boruta-Olimpijczyk Wrestling Team Zgierz i Radom |
| 79 kg      | Ernest Dorosz Zapasy Włodawa                   | Mateusz Pędzicki ZKA Zgierz       | Mateusz Kampik Dąb Brzeźnica Patryk Ciurzyński Mazowsze Teresin                                 |
| 86 kg      | Sebastian Jezierzański Dąb Brzeźnica           | Krzysztof Sadowik Śląsk Milicz    | Wiktor Hasa ZKS Koszalin Filip Rogut Shark Łódź                                                 |
| 92 kg      | Patryk Dublinowski AKS Białogard               | Konrad Tront Stal Rzeszów         | Kacper Śledź AKS Białogard Radosław Marcinkiewicz Orzeł Namysłów                                |
| 97 kg      | Zbigniew Baranowski AKS Białogard              | Michał Bielawski Grunwald Poznań  | Taron Shahyinyan Łódzka Akademia Zapasów Jakub Banaszak Bloczek Team Pelplin                    |
| 125 kg     | Robert Baran Ceramik Krotoszyn                 | Tomasz Kościółek Stal Rzeszów     | Kamil Kościółek Stal Rzeszów Jakub Czerczak Slavia Ruda Śląska                                  |

#### Styl klasyczny
| Kategoria: | Złoto:                               | Srebro:                                     | Brąz:                                                                 |
| 55 kg      | Piotr Puchalski Olimpijczyk Radom    | Jakub Ściegliński Olimpijczyk Radom         | Jakub Miś Zagłębie Wałbrzych Grzegorz Majkut Olimpijczyk Radom        |
| 60 kg      | Michał Tracz WKS Śląsk Wrocław       | Przemysław Piątek Olimpijczyk Radom         | Grzegorz Kunkel Olimpijczyk Radom Rasuljon Inoyatov AZS-AWF Warszawa  |
| 63 kg      | Arslanbek Salimov Wschód Białystok   | Khvicha Tchitava Sobieski Poznań            | Mateusz Szewczuk Unia Racibórz Asad Madatov AZS-AWF Warszawa          |
| 67 kg      | Piotr Stolarczyk Unia Racibórz       | Marcin Sztanderski AKS Piotrków Trybunalski | Gor Hovsepyan Cartusia Mairbek Salimov Wschód Białystok               |
| 72 kg      | Gework Sahakian Cartusia             | Mateusz Bernatek AKS Piotrków Trybunalski   | Kamil Czarnecki Unia Racibórz Aleksander Mielewczyk Cartusia          |
| 77 kg      | Patryk Bednarz Olimpijczyk Radom     | Kacper Kozłowski Olimpijczyk Radom          | Maksym Zakharchuk AZS-AWF Warszawa Michał Puchalski Olimpijczyk Radom |
| 82 kg      | Adam Gardzioła AZS-AWF Warszawa      | Piotr Przepiórka Olimpijczyk Radom          | Dariusz Ryżykow Wschód Białystok Łukasz Fafiński Olimpijczyk Radom    |
| 87 kg      | Arkadiusz Kułynycz Olimpijczyk Radom | Szymon Szymonowicz Cement Gryf Chełm        | Filip Kazimierczak Olimpijczyk Radom Bartosz Rajter Sobieski Poznań   |
| 97 kg      | Gerard Kurniczak Sobieski Poznań     | Tadeusz Michalik Sobieski Poznań            | Michał Dybka PTC Pabianice Artsiom Shumski Sobieski Poznań            |
| 130 kg     | Rafał Krajewski Legia 1926 Warszawa  | Tomasz Wawrzyńczak Unia Racibórz            | Dominik Krawczyk AZS-AWF Warszawa Rafał Płowiec Olimpijczyk Radom     |